# Ефимова, Татьяна Иосифовна
Татья́на Ио́сифовна Ефи́мова (род. 14 февраля 1992) — российская легкоатлетка, специалистка по бегу на средние и длинные дистанции, кроссу. Выступала на профессиональном уровне в 2009—2017 годах, чемпионка Европы среди молодёжи в командном зачёте, бронзовая призёрка чемпионата России, победительница ряда крупных всероссийских стартов. Представляла Чувашию и Москву. Мастер спорта России.

## Биография
Татьяна Ефимова родилась 14 февраля 1992 года. Занималась лёгкой атлетикой в Чебоксарах, проходила подготовку под руководством тренеров А. Г. Мефодьевой и С. В. Давыдова.
Впервые заявила о себе на всероссийском уровне в сезоне 2009 года, выступив в беге на 800 метров на чемпионате России в Чебоксарах.
В 2013 году в беге на 5000 метров одержала победу на молодёжном всероссийском первенстве в Чебоксарах.
На молодёжном чемпионате России 2014 года в Саранске превзошла всех соперниц в дисциплинах 1500 и 5000 метров, позднее выиграла серебряную медаль на 5000-метровой дистанции в программе Спартакиады в Саранске. Благодаря череде успешных выступлений вошла в состав российской сборной и выступила на чемпионате Европы по кроссу в Самокове — заняла 45-е место в личном зачёте молодёжной категории и вместе с соотечественницами стала победительницей женского молодёжного командного зачёта.
В 2015 году на чемпионате России в Чебоксарах показала восьмой результат в беге на 5000 метров.
В 2016 году была седьмой на Кубке губернатора в Новочебоксарске, девятой на чемпионате России в Чебоксарах, завоевала бронзовую награду в дисциплине 6 км на осеннем чемпионате России по кроссу в Оренбурге, уступив на финише только Людмиле Лебедевой и Гульшат Фазлитдиновой.
В 2017 году в беге на 3000 метров финишировала четвёртой на Кубке губернатора в Новочебоксарске и по окончании сезона завершила спортивную карьеру.